# (1531) Hartmut
(1531) Hartmut es un asteroide perteneciente al cinturón de asteroides descubierto por Alfred Bohrmann desde el observatorio de Heidelberg-Königstuhl, Alemania, el 17 de septiembre de 1938.

## Designación y nombre
Hartmut fue designado inicialmente como 1938 SH.
Más tarde, se nombró en honor de Hartmut Neckel, un nieto del descubridor.

## Características orbitales
Hartmut orbita a una distancia media de 2,628 ua del Sol, pudiendo acercarse hasta 2,229 ua. Tiene una excentricidad de 0,1519 y una inclinación orbital de 12,4°. Emplea 1557 días en completar una órbita alrededor del Sol.